# Luis Cubilla
Artikeln följer den spanska namnseden; faderns efternamn är Cubilla och moderns efternamn Almeida.
Luis Alberto Cubilla Almeida, född 28 mars 1940 i Paysandú, död 3 mars 2013 i Asunción, Paraguay, var en uruguayansk professionell fotbollsspelare som senast spelade som anfallare för Defensor Sporting. Efter sin karriär som spelare 1976 sadlade han om till tränare och förbundskapten med flera internationella titlar. 
Cubilla började sin professionella karriär i uruguayanska Peñarol efter spel i Colón de Paysandus ungdomslag. I Peñarol vann han uruguayanska mästerskapet, Copa Libertadores och Interkontinentala cupen. Efter sin sejour i Peñarol spelade han i för bland annat Barcelona, River Plate och Nacional.
Cubilla deltog i Uruguays trupp vid tre världsmästerskap, och två Copa América. Han spelade 38 matcher och gjorde 11 mål under sin 15 år långa karriär i landslaget.

## Spelarkarriär

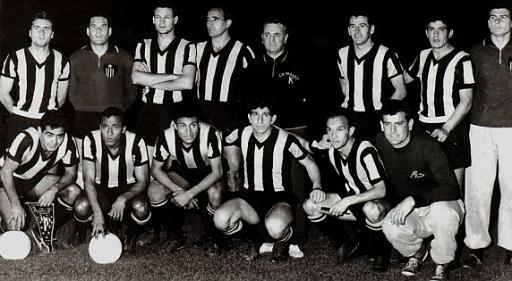
Cubilla hukandes längst till vänster i bild, 1961

1957 flyttade Cubilla klubbadress från Paysandús amatörlag Colón de Paysandu, till storlaget Peñarol som såg potential i den unge ytteranfallaren. Cubilla deltog i truppen när laget vann fyra uruguayanska mästerskap (1958, 1959, 1960 och 1961). 1960 grundade CONMEBOL en internationell turnering för sydamerikanska klubblag med namnet Copa de Campeones de América, som senare ändrade namn till Copa Libertadores. Peñarol representerade Uruguay i turneringen och Cubilla deltog i truppen som senare kom att vinna den första turneringen. Cubilla gjorde det avgörande målet i den andra finalmatchen mot Olimpia, i den 83:e matchminuten.

## Meritlista
Meriter som spelare
 Peñarol
Primera División de Uruguay: 1958, 1959, 1960, 1961
Copa Libertadores: 1960, 1961
Interkontinentala cupen: 1961
 Nacional
Primera División de Uruguay: 1969, 1970, 1971, 1972
Copa Libertadores: 1971
Interkontinentala cupen: 1971
 Defensor Sporting
Primera División de Uruguay: 1976
 FC Barcelona
Copa del Rey: 1963
Meriter som tränare
 Olimpia
Primera División de Paraguay: 1979, 1982, 1988, 1989, 1995, 1997, 1998, 1999
Copa Libertadores: 1979, 1990
Copa Interamericana: 1979
Copa Intercontinental: 1980
Supercopa Sudamericana: 1990
Recopa Sudamericana: 1990, 2003
 Peñarol
Primera División de Uruguay: 1981